# Bir Mcherga (délégation)
Bir Mcherga est une délégation tunisienne dépendant du gouvernorat de Zaghouan.
En 2004, elle compte 21 508 habitants dont 11 026 hommes et 10 482 femmes répartis dans 4 330 ménages et 4 489 logements.